# São Paulo Tennis Open 2001
Il São Paulo Tennis Open 2001, noto come SMS Tennis Open per ragioni di sponsorizzazione, è stato un torneo maschile professionistico di tennis facente parte della categoria ATP Challenger Series nell'ambito dell'ATP Challenger Series 2001. È stata l'unica edizione del torneo e si è giocato a San Paolo in Brasile dal 24 al 30 settembre 2001 su campi in terra rossa.

## Vincitori

### Singolare
Edgardo Massa ha battuto in finale  Martín Vassallo Argüello con il punteggio di 7–6(1), 6(5)–7, 6–4

### Doppio
Adriano Ferreira /  Edgardo Massa hanno battuto in finale  Marcos Daniel /  Ricardo Mello per walkover